# Mielikki
Mielikki (sau Mielotar) este o zeiță finlandeză,  protectoare a pădurilor și a animalelor sălbatice. De asemenea era cunoscută pentru frumusețea ei rară și pentru abilitățile sale de vindecare a rănilor cu ajutorul plantelor medicinale. 
În Finlanda străveche, domeniul zeiței, pădurea era esențială pentru furnizarea de hrană prin vânătoare, colectarea diferitelor specii de fructe sau de plante și a pășunatului de vite. De aceea, vânătorii și cei care culegeau ciuperci și fructe de pădure îi adresau zeiței rugăciuni pentru a avea noroc (însăși numele zeiței derivă din cuvântul finlandez "mielu" care înseamnă "noroc").
Ea este menționată în diverse mituri ca fiind soția lui Tapio și mama lui Nyyrikki și Tuulikki, toți aceștia fiind divinități protectoare ale pădurilor.
Numele acesteia este purtat și de asteroidul 2715 Mielikki.